# Jan Tromp (journalist)

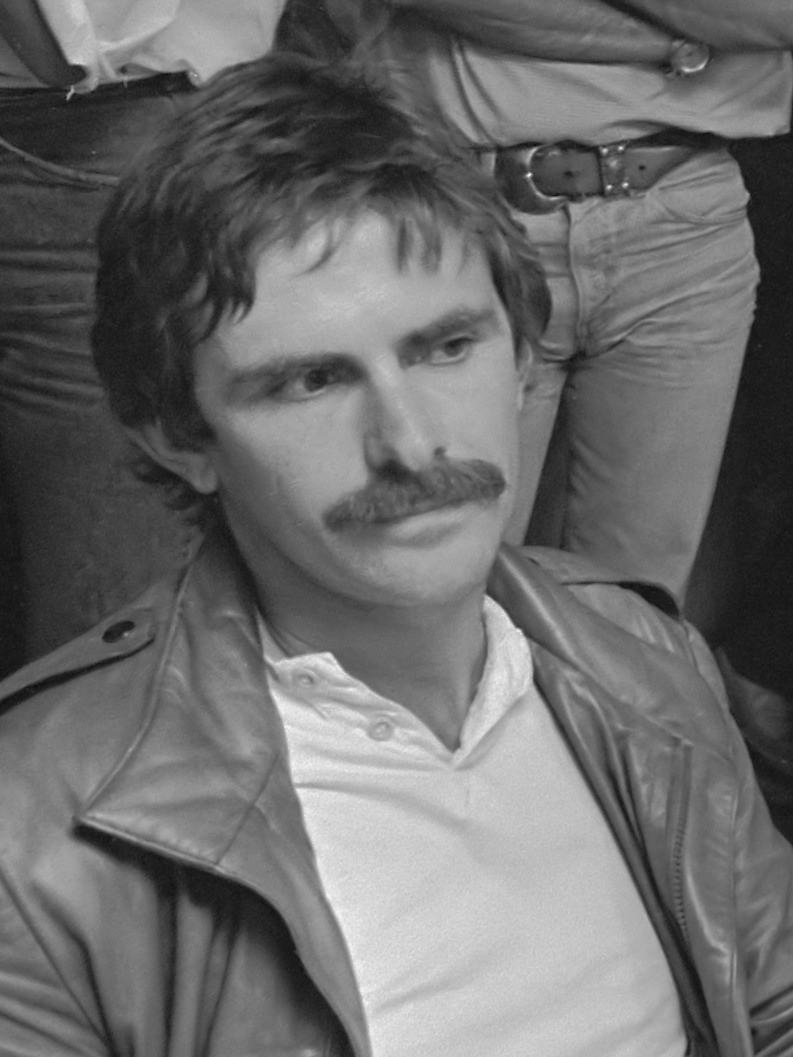
Jan Tromp (1983)

Jan Tromp (Haarlem, 5 april 1949) is een Nederlands journalist.
Van 1976 tot 1983 werkte hij voor de VARA-radio en -televisie (Achter het Nieuws, Haagse Bluf). In 1983 vertrok hij naar de Haagse Post en vanaf 1987 is hij verbonden aan de Volkskrant, vanaf 1995 als adjunct-hoofdredacteur en van 2003 tot 2007 als Amerika-correspondent, daarna weer als redacteur. In september 2010 keerde hij terug naar de VARA-televisie, waar hij tot september 2011 het actualiteitenprogramma Uitgesproken presenteerde, waarna hij terugkeerde naar de Volkskrant. Tevens was hij dertien jaar lang presentator van Met het Oog op Morgen. 
Samen met Pieter Broertjes interviewde hij in het geheim prins Bernhard, een interview dat op verzoek van de prins zelf plaatsvond. Er werden tussen het begin van 2001 en voorjaar 2004 in totaal negen lange gesprekken op paleis Soestdijk gevoerd. De ontmoetingen vonden plaats buiten medeweten van de Rijksvoorlichtingsdienst (RVD), de premier en koningin Beatrix. De afspraak was dat het verslag van de gesprekken niet gepubliceerd zou worden bij leven van de prins. Bernhard overleed op 1 december 2004, veertien dagen later verscheen het interview onder de titel De Prins spreekt in de Volkskrant en in boekvorm.
Jan Tromp woont in de Noord-Brabantse plaats Herpt (gemeente Heusden).